# Movimento para a Unidade Nacional (São Vicente e Granadinas)
O Movimento para a Unidade Nacional (em inglês:  Movement for National Unity) foi um partido político em São Vicente e Granadinas. Foi formado em 1982, na sequência de uma cisão do Movimento Popular Unido, protagonizada pelo seu fundador Ralph Gonsalves, devido à recusa da maioria dos membros desse partido em renunciar as políticas de Fidel Castro. Parte do apoio do Movimento para a Unidade Nacional veio de antigos membros do extinto Movimento de Libertação Unido Youlou (YULIMO) dos anos 70 (já na altura liderado por Gonsalves). O novo partido recebeu 2% dos votos nas eleições de 1984 mas não elegeu nenhum deputado. Nas eleições de 1989, subiu para 2,4%, mas continuou sem deputados. No entanto, nas eleições de 1994 recebeu 17,4% dos votos e elegeu um deputado. Em outubro do mesmo ano fundiu-se com o Partido Trabalhista de São Vicente para criar o Partido Trabalhista de Unidade (ULP) (os dois partidos já tinham estabelecido um acordo de cooperação ainda antes das eleições).
Em 2001, Gonsalves, o antigo líder do Movimento para a Unidade Nacional, tornou-se primeiro-ministro de São Vicente e Granadinas, pelo ULP.